# Teorema espectral
Os teoremas espectrais são fundamentais na álgebra linear, por garantirem a existência de uma base ortonormal de autovectores para alguns tipos de operadores. Isto implica que o operador seja diagonalizável, o que facilita bastante os cálculos.

## Tipos

### Para operadores auto-adjuntos
Seja {\displaystyle T:V\rightarrow V} um operador auto-adjunto e V um espaço vetorial complexo ou real de dimensão n. Então existe uma base ortonormal de V formada por autovectores de T.

### Para operadores normais
Seja {\displaystyle T:V\rightarrow V} um operador linear e V um espaço vetorial complexo de dimensão n. Então T é normal se, e somente se, existe uma base ortonormal de V formada por autovectores de T. Note que, como todo operador unitário é normal, o teorema pode ser estendido a operadores desse tipo.

### Para operadores compactos auto-adjuntos em espaços de Hilbert
Seja {\displaystyle H\,} um espaço de Hilbert separável e {\displaystyle T:H\to H\,} um operador compacto auto-adjunto, então existe uma família ortonormal de autovetores {\displaystyle \{v_{j}\}_{j=1}^{\infty }\,} com autovalores associados {\displaystyle \lambda _{j}\,} tais que:
{\displaystyle Tx=\sum _{j=1}^{\infty }\lambda _{j}\langle x,v_{j}\rangle v_{j}\,}